# Thorybes
Thorybes là một chi bướm ngày thuộc họ Bướm nâu.

## Các loài
- Thorybes bathyllus (Smith, 1797)
- Thorybes diversus Bell, 1927
- Thorybes drusius (Edwards, 1883)
- Thorybes mexicana (Herrich-Schäffer, 1869)
- Thorybes pylades (Scudder, 1870)

## Hình ảnh

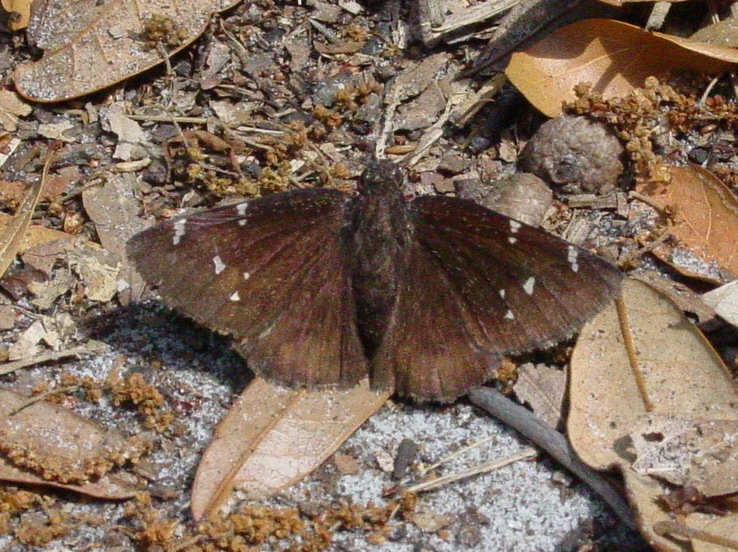